# Pont de Maday
Le pont de Maday est un pont routier situé près de Loubressac, en France.

## Localisation
Le pont permettait, à l'origine, au cami roumiou, ancien chemin entre Bretenoux et Rocamadour, de franchir la Bave près de Loubressac, dans le département du Lot, dans la Région Occitanie.

## Historique
Le pont comporte trois arches, dont une en arche brisée qui pourrait être du XIVe siècle, les deux autres datent de 1725 d'après Jean Mesqui.
Le pont a été inscrit au titre des monuments historiques le 2 mai 1979.